# Klein (Montana)
Pour les articles homonymes, voir Klein.
Klein est une census-designated place située dans le comté de Musselshell, dans l’État du Montana, aux États-Unis. Sa population s’élevait à 168 habitants lors du recensement de 2010.

## Source
- (en) Cet article est partiellement ou en totalité issu de l’article de Wikipédia en anglais intitulé « Klein, Montana » (voir la liste des auteurs).